# 瓦尼普图尔
瓦尼普图尔（Vaniputhur），是印度泰米尔纳德邦Erode县的一个城镇。总人口11935（2001年）。

## 人口
该地2001年总人口11935人，其中男性5998人，女性5937人；0—6岁人口1132人，其中男567人，女565人；识字率52.79%，其中男性为61.60%，女性为43.88%。